# Олександр II (цар Імереті)
Олександр II (груз. ალექსანდრე II; ? — 1 квітня 1510) — цар Імеретії (1484–1510). Другий син і наступник царя Баграта VI.

## Життєпис
Після смерті батька (1478) не зміг стати царем на престолі Імереті через опір опозиційно налаштованих князів (Шервашидзе, Дадіані, Гурієлі, Геловані). Цим скористався картлійський цар Костянтин II (1479–1505) і захопив трон.
1484 року зміг повернути трон на деякий час. Лише 1488 року зміг подолати Костянтина II, помирився з князями й після цього почав боротьбу за об'єднання з Картлі.
1509 року взяв Горі та поширив свою владу на північному заході держави. Проте мрія про возз'єднання Картлі й Імереті залишилась нездійсненною через навалу османських завойовників.
1483 року одружився з Тамарою (померла 12 березня 1510 року). Діти: Баграт III, цар Імеретії, Давид (нар. 1505), Вахтанг (пом. бл. 1545), Хосров і Єлена.